# Seabourn Cruise Line
Seabourn Cruise Line (Сиборн Круиз Лайн) — американская круизная компания сегмента люкс.
Компания принадлежит Carnival Corporation.

## История
Основана в 1987 году под названием Signet Cruise Line. Ввиду спора о товарной марке, была переименована в Seaburn Cruise Line. Основатели — группа норвежских инвесторов во главе с промышленником Атлом Брюнестадом (который в 2002 году создал компанию SeaDream Yacht Club), заинтересованных в создании флота ультрароскошных круизных лайнеров, напоминающих суперъяхты.
В 1991 году 25 % акций компании было приобретено холдингом Carnival Corporation, а в 1998 году холдинг выкупил акции компании полностью.

## Флот компании
Флот компании состоит из шести лайнеров: Seabourn Pride, Seabourn Spirit, Seabourn Legend, Seabourn Odyssey, Seabourn Sojourn, Seabourn Quest.
Seabourn Pride, Seabourn Spirit, Seabourn Legend — это лайнеры старшего поколения компании Seabourn. Лайнеры небольшого размера — длиной 135 м, водоизмещением 10 тыс. тонн — каждый вмещает только 208 пассажиров.
Лайнеры нового поколения — это Seabourn Odyssey, Seabourn Sojourn, Seabourn Quest, каждый длиной 198 м, водоизмещением 32 тыс. тонн, рассчитан на 450 пассажиров.
|                |                                   |                                   |                  |                 |
| Seabourn Quest | Seabourn Pride в Санкт-Петербурге | Seabourn Pride в Санкт-Петербурге | Seabourn Odyssey | Seabourn Spirit |

## Интересные факты
- По крайне мере один раз за круиз каждый пассажир ужинает с капитаном и старшими офицерами[3].
- Персонал на борту лайнеров набран из европейцев[3].
- Крестной матерью яхты Seabourn Sojourn является английская супермодель, актриса и певица Лесли Хорнби (Твигги).